# コリーナ、コリーナ
『コリーナ、コリーナ』（Corrina, Corrina）は、1994年公開のアメリカのコメディ映画。脚本・監督はジェシー・ネルソンの長編映画監督デビュー作。
1950年代後半、高等教育を受けながらも差別により仕事に恵まれず家政婦として働く黒人女性コリーナ（ゴールドバーグ）と、母親の死にショックを受けて口をきかなくなった娘モリー（マジョリーノ）、娘のために家政婦を雇った父親のマニー（リオッタ）との心の交流を描く。ドン・アメチーの遺作である。

## キャスト
※括弧内は日本語吹替
- コリーナ・ワシントン - ウーピー・ゴールドバーグ（後藤和代）
- マニー・シンガー - レイ・リオッタ（磯部勉）
- モリー・シンガー - ティナ・マジョリーノ（矢島晶子）
- エヴァ - エリカ・ヨーン（瀬畑奈津子）
- ハリー・シンガー - ドン・アメチー
- ジャヴィーナ・ワシントン - ジェニファー・ルイス
- ジェニー・デイヴィス - ウェンディ・クルーソン
- シド - ラリー・ミラー（荒川太朗）
- メイヴィス - アシュレイ・テイラー・ウォールズ（豊嶋真千子）
- パーシー - カーティス・ウィリアムズ（大谷育江）
- ウィルマ - パトリカ・ダーボ
- ジョーンジー - ジョーン・キューザック